# Lucian Pintilie
Lucian Pintilie (Tarútyne, 9 de noviembre de 1933-Bucarest, 16 de mayo de 2018) fue un director de cine y guionista rumano. Las películas y sus puestas en escena causaron gran controversia por lo que fue invitado por el régimen comunista a emigrar.

## Filmografía
- Duminică la ora şase (1965) director
- Reconstituirea (1968) (guionista y director)
- Paviljon VI (1978) (director)
- De ce trag clopotele, Mitică? (1982) (guionista y director)
- Balanţa (1992) (guionista, productor y director)
- O vară de neuitat (1994) (guionista y director)
- Demasiado tarde (1996) (guionista y director)
- Terminus Paradis (1998) (guionista y director)
- După-amiaza unui torţionar (2001) (guionista y director)
- Niki Ardelean, colonel în rezervă (2003) director
- Tertium non datur (2006) (guionista y director)

## Premios y distinciones
Festival Internacional de Cine de Venecia
| Año  | Categoría                  | Película                  | Resultado |
| ---- | -------------------------- | ------------------------- | --------- |
| 1998 | Premio especial del Jurado | Última parada, el paraíso | Ganador   |